# Герб Міловського району
Герб Міловсько́го району — офіційний символ Міловського району Луганської області, затверджений рішенням районної ради 28 листопада 2000 року.

## Опис
Герб району являє геральдичний щит іспанської форми. Основне поле щита синього кольору. Головним елементом герба району є золотий байбак, що тримає червону підкову. В лівому верхньому куті розміщено зображення сонця, що сходить. З усіх боків щит має облямівку білого кольору.
Щит увінчано вінком, що складається з чотирьох пурпурових квіток та трьох золотих бруньок з листями півонії тонколистої.
З правого та лівого боків щит оточений двома колосками пшениці. Під щитом розміщено зображення квітки соняшника з двома золотими листками. Колосся обвиті біло-синьою стрічкою з написом «МІЛОВСЬКИЙ РАЙОН».

## Символіка
- Байбак — символ Луганщини, вказує на розташування в районі заповідника Стрілецький степ.
- Підкова символізує Стрілецький кінний завод.
- Тригір'я вказує на поклади крейди в районі.
- Пшениця — символ сільського господарства.